# Гідрогеологія Зімбабве
На більшій частині тер. країни розвинуті тріщинні води зони екзогенної тріщинуватості кристалічних докембрійських порід на глиб. 15-20 м. Дебіти свердловин та колодязів від часток до 4 л/с. Води прісні, склад HCO3--Ca2+-Na-. Головні осадові горизонти у відкладах приурочені до пісків неогену (шари Калахарі) та четвертинного алювію.
Глибина ґрунтових вод не перевищує 15 м. Дебіти колодязів та свердловин 0,5-5(6) л/с. Води прісні (склад HCO3--Ca2+) і солонуваті (до 3 г/л, Cl--Na+-Ca2+).
Другорядні водоносні горизонти пов'язані з пісковиками та конґломератами пермі, тріасу та крейди, а також базальтами юри. Дебіти свердловин 1-5(20) л/с. Мінералізація 0,7-3 г/л, склад Cl--HCO3--Na+-Ca2+).